# Vier Frauen und ein Mord (Film)
Vier Frauen und ein Mord (Originaltitel: Murder Most Foul) ist ein Kriminalfilm aus dem Jahr 1964. Lose Vorlage für den Film ist der 1952 erschienene Kriminalroman Vier Frauen und ein Mord (Mrs. McGinty’s Dead) der englischen Autorin Agatha Christie.

## Handlung
Margaret McGinty, eine Bardame und ehemalige Schauspielerin, wird erhängt in ihrer Wohnung aufgefunden. Da ein eintreffender Polizist den vermeintlichen Täter, James Bentley, scheinbar auf frischer Tat ertappt hat, erscheint die Verurteilung des Angeklagten nur noch eine Formsache zu sein. Miss Marple ist eine der zwölf Geschworenen in dem Fall und als Einzige von der Unschuld des Mannes überzeugt. Da ein Urteil nur einstimmig beschlossen werden kann und die alte Dame sich nicht von ihrer abweichenden Meinung abbringen lassen will, kommt es zu keiner Urteilsverkündung und der Fall wird auf eine Neuverhandlung verschoben. Miss Marple bekommt den Unmut der Polizei, der übrigen Geschworenen und des Richters zu spüren, bleibt jedoch standhaft. Sie beschließt, die Zeit zu nutzen, um selbst zu ermitteln. Unterstützt wird sie von dem Bibliothekar Stringer.
Miss Marple verschafft sich Zutritt zu dem Haus der Ermordeten, indem sie deren Schwester vorgibt, für den Kirchenbasar zu sammeln. Die Schwester wird von Stringer abgelenkt und Miss Marple kann die Habseligkeiten der Ermordeten durchsuchen. Sie stößt dabei auf Programme einer kleinen Theatergruppe von Driffold Cosgood, die durch die Provinz tingelt, sowie auf eine Tageszeitung mit ausgeschnittenen Worten und Wortteilen. Anhand eines vollständigen Exemplars der gleichen Zeitungsausgabe kommt sie zu der Schlussfolgerung, dass die ausgeschnittenen Worte einen Erpresserbrief bildeten, McGinty demnach eine Erpresserin war und der Erpresste sie vermutlich ermordete.
Miss Marple bewirbt sich als Darstellerin bei Cosgood und trägt eine Ballade von Robert W. Service vor. Cosgood hält die Darstellung für lächerlich, ändert aber seine Meinung, als Miss Marple andeutet, sie sei vermögend. Cosgood wittert die Gelegenheit, eine Mäzenin für die klamme Gruppe zu gewinnen, und gibt ihr die Möglichkeit, als eine Art Praktikantin die Schauspielerei zu erlernen. Sie tritt der Gruppe bei und merkt schnell, dass es erhebliche Konflikte zwischen den Mitgliedern gibt. Bald darauf wird einer der Schauspieler, George Rowton, ermordet. In der Garderobe findet man den Erpresserbrief, der aus der bei McGinty gefundenen Tageszeitung erstellt wurde. Inspektor Craddock hält es folgerichtig für möglich und später sogar für wahrscheinlich, dass Rowton der Erpresste war, seine Erpresserin McGinty getötet und sich wenig später aus Scham selbst vergiftet habe. Für Miss Marple hingegen ist dies eine falsche Fährte – sie vermutet, dass der Erpresserbrief nur in Rowtons Zimmer deponiert wurde, um den Verdacht auf diesen zu lenken.
Als neues Mitglied der Schauspieltruppe soll sie in einem von Cosgood geschriebenen Theaterstück eine Amateurdetektivin spielen. Bei der Probe spricht sie von der ermordeten Mrs. McGinty und stellt dies als Versprecher dar. Damit signalisiert sie dem Mörder, dass sie ihm auf der Spur ist. Kurz darauf entgeht sie einem Mordversuch durch Cyanid, der stattdessen ihre Schauspielkollegin Dorothy trifft. Miss Marple recherchiert daraufhin weiter. Der Erpresserbrief nahm Bezug auf ein Stück, das vor 13 Jahren aufgeführt wurde, sowie auf eine „Rose“. Miss Marple findet heraus, dass McGinty vor 13 Jahren mit einer Schauspielerin namens Rose Kane aufgetreten ist. Diese hatte später ihren Mann ermordet und wurde dafür zum Tode verurteilt und gehängt. Ein Kind blieb zurück: Evelyn Kane, dessen Spuren sich verlaufen.
Kurz vor der Aufführung bittet Miss Marple die ganze Theatergruppe in ihre Garderobe und stößt mit Champagner an. Für jeden sichtbar hat sie ein Bild Rose Kanes aufgestellt, so dass der Mörder wissen muss, dass er kurz vor seiner Enttarnung steht. Die labile Schauspielerin Eva McGonigall entführt Miss Marple in den Bereich unter der Bühne und bedroht sie dort mit einem Messer, lässt von diesem Vorhaben jedoch ab, weil sie die Furcht ergreift. Dann tritt der wahre Mörder in Erscheinung: Bill Hanson, der mit der Schauspielerin Sheila Upward verlobt ist. Er ist der Sohn namens Evelyn Kane. Als er in Milchester aufgetreten war, hatte McGinty ihn wiedererkannt und begonnen, ihn zu erpressen. Da seine Verlobte Upward dem Adel angehört, fürchtete er, dass deren Vater niemals in die Ehe einwilligen werde, wenn er erfahren würde, dass Kane der Sohn einer Mörderin ist. Daraufhin hatte er McGinty Schweigegeld gebracht und sie dabei ermordet. Das Geld hatte er mittels einer gefälschten Unterschrift auf einem Scheck George Rowton gestohlen. Als er ihm auf die Schliche zu kommen begann, ermordete Hanson auch ihn. Nach dieser Erklärung greift Hanson zum Dolch, um Miss Marple zu töten. Diese zieht jedoch einen geladenen Revolver und hindert ihn mit einem präzisen Schuss an der Flucht.
Inspektor Craddock, der nach ihrem ersten Warnschuss zur Hilfe geeilt ist, wird dabei ebenfalls verletzt und landet, wie auch Cosgood, im Krankenhaus. Dort erzählt der Inspektor Miss Marple, dass er nach der erfolgreichen Aufklärung des Falles zum Oberinspektor befördert wurde. Cosgoods Versuch, sie als Mäzenin für sein nächstes Theaterstück zu gewinnen, lehnt sie jedoch ab. Während sie dafür in der deutschen Synchronisation die Worte „Ich bin kein Goldesel“ benutzt, ist sie im englischen Original charmanter, indem sie Bezug nimmt auf den im Englischen gebräuchlichen Begriff des „Engels“ für Mäzen: „Mr Cosgood, whatever else I am, I am definitely no angel.“

## Entstehung
Vier Frauen und ein Mord ist die dritte von insgesamt vier Miss-Marple-Verfilmungen mit Margaret Rutherford in der Hauptrolle. Alle Filme wurden von der britischen Tochter der MGM produziert. Wie bereits bei der zweiten Miss-Marple-Verfilmung (Der Wachsblumenstrauß) war die Vorlage ein adaptierter Hercule-Poirot-Fall. 2008 wurde die Buchvorlage werkgetreuer neu verfilmt mit David Suchet in der Hauptrolle als Poirot in Mrs. McGinty ist tot.
Agatha Christie selbst soll mit dem Filmtitel Murder Most Foul höchst unzufrieden gewesen sein und ihn als rotten („lausig“) bezeichnet haben. Der Titel ist allerdings ein Zitat aus William Shakespeares Hamlet (I.v.27-28), „Murder most foul, as in the best it is, / But this most foul, strange and unnatural.“ (Ja, schnöder Mord, wie er aufs beste ist, doch dieser unerhört und unnatürlich. – Hamlet, 1. Aufzug, 5. Szene), und passt somit zum Kontext des Theatersujets im Film. In den USA wurde der Roman unter dem Titel Blood will Tell veröffentlicht.

## Synchronisation
Die deutsche Synchronbearbeitung entstand 1965 im MGM Synchronisations-Atelier, Berlin. Der Titel, der im Deutschen für den Film gewählt wurde, ist dabei irreführend: Wie schon bei dem Film Der Wachsblumenstrauß wurde der deutsche Titel der Romanvorlage gewählt, doch die im Buch vorkommenden vier Frauen existieren im Film so nicht; und es gab auch nicht nur einen Mord, sondern wie üblich drei.
Dialog und Regie: Michael Günther
| Rolle               | Darsteller          | Synchronsprecher      |
| ------------------- | ------------------- | --------------------- |
| Miss Marple         | Margaret Rutherford | Ursula Krieg          |
| H. Driffold Cosgood | Ron Moody           | Erich Fiedler         |
| Inspektor Craddock  | Charles Tingwell    | Gert Günther Hoffmann |
| Richter Crosby      | Andrew Cruickshank  | Paul Wagner           |
| Ralph Summers       | Ralph Michael       | Siegfried Schürenberg |
| Bill Hanson         | James Bolam         | Joachim Pukaß         |
| Jim Stringer        | Stringer Davis      | Walter Bluhm          |
| Constable Wells     | Terry Scott         | Gerd Duwner           |
| Sergeant Brick      | Windsor Davis       | Peter Schiff          |
| Gladys Thomas       | Megs Jenkins        | Edith Schollwer       |

## Anspielungen
Beim Durchsuchen von Mrs. McGinty’s Nachlass befinden sich unter den Theaterprogrammheften auch welche mit dem Titel Murder she said, auf deutsch 16 Uhr 50 ab Paddington. In der deutschen Synchronisation kommentiert dies Miss Marple mit „Aber das kenn ich ja. War doch auch ein Stück von uns“ (im englischen Original wiederholt sie lediglich jedes Mal den Namen des Programmheftes „Murder she said“). Dies ist eine Anspielung an den ersten Film der „Miss Marple“-Reihe von 1961.
In der Szene, als es Miss Marple gelingt, einen Erpresserbrief aus Zeitungsschnippseln nachzubauen und das Mordmotiv nachzustellen, holt sie für sich und Mr. Stringer aus einem Schrank (kein Kühlschrank!) zwei kleine Flaschen Bier der Marke Guinness mit den Worten „Na, ich finde, jetzt haben wir uns ein kleines Bier verdient“ (im Englischen: „I think we deserve a small beer“).

## Kritiken
„Entspannte Kriminalunterhaltung nach Agatha Christie, die vergnüglich zwischen Gruselgeschichte, Lustspiel und Krimi wandelt.“

„Der schwarze Humor treibt makabere Blüten. Handwerklich gute Regie, einwandfreie Synchronisation und die Rutherford brachten einen behaglichen Krimi zustande.“

„[…] mit Spannung und Witz, in üblicher kauziger Rutherford-Manier, schreitet die Filmhandlung voran, kombiniert die Heldin gekonnt.“

„(…) doch wäre der Spaß ohne die liebenswerte, prächtige Hauptdarstellerin nur halb so groß gewesen.“

„Mit allen Mitteln und Maschen einer routinierten Stimmungsmache arbeitet Regisseur Pollock. Ein spannender, vergnüglicher Krimi mit viel Grips und einem Schuß Arsen zusammengebraut.“

„Auch dieses 90-Minuten-Stück inszenierte George Pollock ohne erkennbare filmische Ambitionen, aber mit sehr viel Spielraum für die Rutherfordschen Maschen und Manierismen.“

„Ron Moody ist erstklassig.“

## Medien

### Musik
Die Filmmusik zu den Miss-Marple-Filmen stammt von Ron Goodwin. Die Titelmelodie ist auf verschiedenen LPs und CDs erschienen. Eine Suite aus den Filmen ist auf der CD The Miss Marple Films, Label X LXE 706 vorhanden.

## DVD
- Miss Marple – 4-DVD-Box mit allen vier Filmen mit Margaret Rutherford (mehrere Ausgaben). In einer ersten Viererbox von Warner Home Video aus dem Jahr 2003 sind die Filme jedoch alle nicht in der Original-Breitwandversion auf den DVDs. Einzig Mörder ahoi! ist annähernd im Originalformat von 1.66:1 enthalten. In einer Neuauflage der Viererbox von Warner im Jahre 2006 sind die Filme digital überarbeitet und dieses Mal – abweichend von der Angabe auf der Verpackung – im Format von 1,78:1. Der Unterschied zwischen den beiden Auflagen liegt darin, dass das Bild der Erstausgabe (und der vorangegangenen Fernsehausstrahlungen) seitlich beschnitten ist, dafür am oberen und unteren Bildrand mehr Informationen enthält (was auf eine Open-Matte-Version hinzuweisen scheint), während das Bild der Neuauflage am oberen und unteren Bildrand beschnitten ist, dafür an den Seiten mehr Bildinformationen bietet. Beide Versionen weichen also vom Originalformat ab.